# Locuitori
Locuitor este un termen care desemnează o persoană care are domiciliul obișnuit într-un loc determinat (într-un oraș, într-o regiune, într-o țară etc.)
Populația unei localități, ce are o compunere etnică, culturală sau socială variată și care domiciliază permanent pe raza respectivei unități administrativ-teritoriale este desemnată prin apelativul „locuitori”.

## Vezi și
- Aborigen
- Indigen
- Persoană